# Dan Gouchi Peulh
Dan Gouchi Peulh (auch: Dangouchi, Danguchi) ist ein Dorf in der Landgemeinde Dantchiao in Niger.

## Geographie
Das von einem traditionellen Ortsvorsteher (chef traditionnel) geleitete Dorf befindet sich rund neun Kilometer nordöstlich des Hauptorts Dantchiao der gleichnamigen Landgemeinde, die zum Departement Magaria in der Region Zinder gehört. Eine weitere Siedlung in der Umgebung von Dan Gouchi Peulh ist Koundiri im Nordwesten.
Es herrscht das Klima der Sahelzone vor, mit einer durchschnittlichen jährlichen Niederschlagsmenge zwischen 300 und 400 mm.

## Geschichte
Die im Dorf ansässige Fulbe-Gruppierung Peulh de Dan Gouchi („Peulh“ ist ein anderer Name für Fulbe) wurde 1936 offiziell anerkannt. Habou Moumouni Dan Salé wurde 1999 ihr Anführer.

## Bevölkerung
Bei der Volkszählung 2012 hatte Dan Gouchi Peulh 453 Einwohner, die in 62 Haushalten lebten. Bei der Volkszählung 2001 betrug die Einwohnerzahl 569 in 96 Haushalten und bei der Volkszählung 1988 belief sich die Einwohnerzahl auf 594 in 98 Haushalten.
Die Bevölkerungsdichte in diesem Gebiet ist mit über 100 Einwohnern je Quadratkilometer hoch.

## Wirtschaft und Infrastruktur
Das Gebiet der Ebenen im Süden der Region Zinder, in dem Dan Gouchi Peulh liegt, ist von einer anhaltenden Degradation der ackerbaulichen Flächen gekennzeichnet, die mit der hohen Bevölkerungsdichte in Zusammenhang steht. Es gibt eine Schule im Dorf.